# ヨナス・ミカエル・ウェンデル
ヨナス・ミカエル・ウェンデル（スウェーデン語: Jonas Michael Wendel、朝鮮語: 요나스 미카엘 웬델）は、スウェーデンの外交官、大使。2017年9月21日に万寿台議事堂で最高人民会議常任委員会の金永南委員長に信任状を捧呈。爾後、2019年7月まで在朝鮮民主主義人民共和国スウェーデン大使を務めた。